# Palacio de Aldama
El Palacio de Aldama es un mansión de estilo neoclásico, situada frente al antiguo Campo de Marte, hoy Parque de la Fraternidad Americana, en La Habana, capital de Cuba. Construida en 1840 por el arquitecto e ingeniero dominicano Manuel José Carrera, su fachada principal abarca una cuadra completa de la calle Amistad entre Reina y Estrella.

## Características arquitectónicas
Con una de las fachadas más fastuosas de la capital de Cuba, este palacio, que en realidad son dos casas, una la del dueño, el vasco Domingo de Aldama y Arrechaga, y la otra la de su hija Rosa de Aldama y Alfonso, esposa de Domingo del Monte. El edificio está construido de cantería, y su salón comedor fue diseñado para albergar banquetes de más de cien personas.
El portal tiene una altura de dos plantas, que abarca el bajo y el entresuelo. Posee una columna arquitrabada, que vino a sustituir a las típicas arcadas arabescas y lo sitúan en el estilo dórico monumental. Un entablado superior es sostenido por los capiteles decorados típicos de las construcciones neoclásicas, aunque posee algunos elementos del barroco y el renacimiento.

## Historia
Este palacio es admirado no solo por sus características constructivas, pero también por ser testigo de una historia impresionante. En 1869 el Cuerpo de Voluntarios españoles asaltó el palacio bajo el pretexto de que Domingo del Monte escondía armas en el interior del mismo. Después de saquear y causar destrozos inmensos a la propiedad, sólo encontraron las armas de la colección personal del acusado. Con posterioridad a este hecho Don Aldama abandonó el país. Luego de la muerte de éste el 11 de abril de 1870, en La Habana se abrió un juicio para determinar si sus herederos Miguel y Leonardo Aldama podían heredar el inmueble, opción negada por la corte colonial, por lo que la propiedad pasó a manos del gobierno metropolitano. Con la firma del Pacto del Zanjón, a los Aldama les fueron reintegrados sus derechos; pero nunca más el palacio fue ocupado por sus propietarios ni por familia alguna.

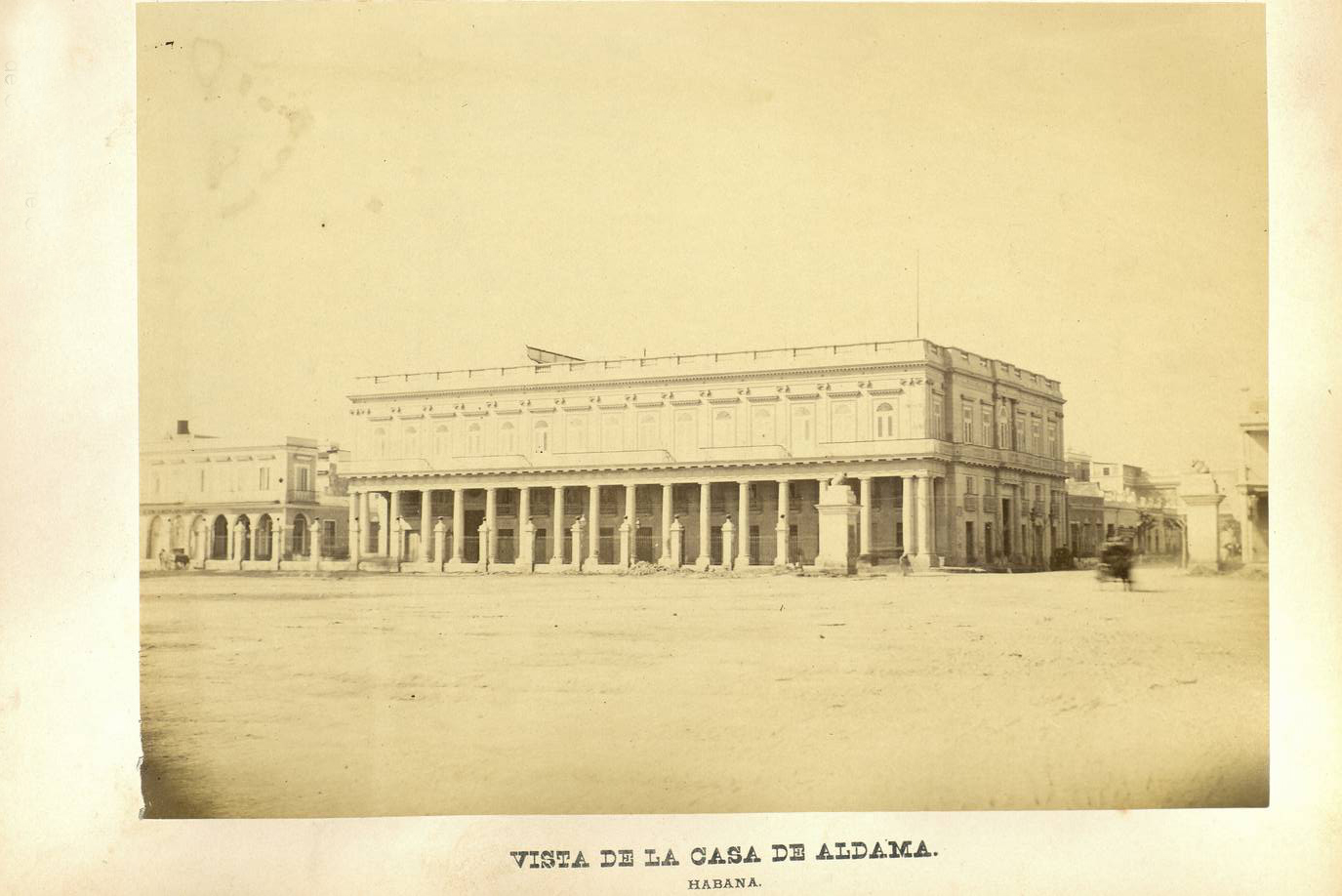
Vista del edificio en una fotografía publicada en 1872

Con posterioridad a la muerte de Miguel Aldama la mansión fue subastada, y los nuevos propietarios instalaron la fábrica de tabacos "La Corona," que luego fue vendida a la compañía inglesa "The Havana Cigar and Tabaco Factories Limited," que modificó su estructura sumándole una tercera planta. En 1932 después de una cruenta huelga de tabaqueros la empresa cerró y en 1945 estuvo a punto de ser demolido, pero gracias a fuertes protestas de sociedades culturales y artísticas se salvó y fue declarado Monumento Nacional el 9 de junio de 1949 mediante un decreto. En el Palacio Aldama antes de la Revolución Cubana se encontraba el Banco Hipotecario Mendoza, y otras empresas y oficinas de empresas privadas.
Con el triunfo de la Revolución, el edificio es asignado en 1965 a la Academia de Ciencias. En 1968 se instaló el Instituto de Etnología y Folklore que demolió la tercera planta y le devolvió su aspecto original. En 1974 el gobierno lo convierte en un instituto para los estudios del Comunismo y el Socialismo. Finalmente en 1987 se convierte en el Instituto de Historia de Cuba, hasta la actualidad.